# Temporada 2011-2012 del FC Barcelona (femení)
La temporada 2011-12 és la 24a en la història del Futbol Club Barcelona, i la 15a temporada del club en la màxima categoria del futbol espanyol.

## Desenvolupament de la temporada
Les jugadores es proclamen campiones de lliga per primera vegada en la seva història i aconsegueix classificar-se així per primera vegada a la Lliga de Campions. A la Copa de la Reina s'arriba a semifinals. La Copa Catalunya es guanya per tercer cop, totes consecutives.

## Jugadores i cos tècnic

### Plantilla
La plantilla i el cos tècnic del primer equip per a l'actual temporada són els següents:
| N. | Pos. | Nac. | Jugador               |
| -- | ---- | --- | --------------------- |
| —  | POR  | [[Fitxer:Flag of Catalonia.svg\|23x15px\|border \|alt=Catalunya\|link=Selecció de futbol de Catalunya\|{{#if:\|]]                        | Laura Ràfols          |
| —  | POR  | [[Fitxer:Flag of the Basque Country.svg\|23x15px\|border \|alt=País Basc\|link=Selecció de futbol del País Basc\|{{#if:\|]]              | Elixabete Sarasola    |
| —  | DEF  | [[Fitxer:Flag of the Balearic Islands.svg\|23x15px\|border \|alt=Illes Balears\|link=Selecció de futbol de les Illes Balears\|{{#if:\|]] | Melisa Nicolau        |
| —  | DEF  | [[Fitxer:Flag of Catalonia.svg\|23x15px\|border \|alt=Catalunya\|link=Selecció de futbol de Catalunya\|{{#if:\|]]                        | Ana María Escribano   |
| —  | DEF  | [[Fitxer:Flag of the Basque Country.svg\|23x15px\|border \|alt=País Basc\|link=Selecció de futbol del País Basc\|{{#if:\|]]              | Laura Gómez           |
| —  | DEF  | [[Fitxer:Flag of Mexico.svg\|23x15px\|border \|alt=Mèxic\|link=Selecció de futbol de Mèxic\|{{#if:\|]]                                   | Kenti Robles          |
| —  | DEF  | [[Fitxer:Flag of Spain.svg\|23x15px\|border \|alt=Espanya\|link=Selecció de futbol d'Espanya\|{{#if:\|]]                                 | Marta Unzué           |
| —  | DEF  | [[Fitxer:Flag of Spain.svg\|23x15px\|border \|alt=Espanya\|link=Selecció de futbol d'Espanya\|{{#if:\|]]                                 | Melanie Serrano       |
| —  | DEF  | [[Fitxer:Flag of Catalonia.svg\|23x15px\|border \|alt=Catalunya\|link=Selecció de futbol de Catalunya\|{{#if:\|]]                        | Leila Ouahabi         |
| —  | MIG  | [[Fitxer:Flag of Catalonia.svg\|23x15px\|border \|alt=Catalunya\|link=Selecció de futbol de Catalunya\|{{#if:\|]]                        | Miriam Diéguez de Oña |

| N. | Pos. | Nac. | Jugador            |
| -- | ---- | --- | ------------------ |
| —  | MIG  | [[Fitxer:Flag of Catalonia.svg\|23x15px\|border \|alt=Catalunya\|link=Selecció de futbol de Catalunya\|{{#if:\|]]   | Vicky Losada       |
| —  | MIG  | [[Fitxer:Flag of Catalonia.svg\|23x15px\|border \|alt=Catalunya\|link=Selecció de futbol de Catalunya\|{{#if:\|]]   | Alba Aznar         |
| —  | MIG  | [[Fitxer:Flag of Asturias.svg\|23x15px\|border \|alt=Astúries\|link=Selecció de futbol d'Astúries\|{{#if:\|]]       | Montserrat Tomé    |
| —  | MIG  | [[Fitxer:Flag of Catalonia.svg\|23x15px\|border \|alt=Catalunya\|link=Selecció de futbol de Catalunya\|{{#if:\|]]   | Laura Gutiérrez    |
| —  | MIG  | [[Fitxer:Flag of Catalonia.svg\|23x15px\|border \|alt=Catalunya\|link=Selecció de futbol de Catalunya\|{{#if:\|]]   | Carol Férez        |
| —  | DAV  | [[Fitxer:Flag of Spain.svg\|23x15px\|border \|alt=Espanya\|link=Selecció de futbol d'Espanya\|{{#if:\|]]            | Sonia Bermúdez     |
| —  | DAV  | [[Fitxer:Flag of Catalonia.svg\|23x15px\|border \|alt=Catalunya\|link=Selecció de futbol de Catalunya\|{{#if:\|]]   | Olga García        |
| —  | DAV  | [[Fitxer:Flag of Catalonia.svg\|23x15px\|border \|alt=Catalunya\|link=Selecció de futbol de Catalunya\|{{#if:\|]]   | Marta Corredera    |
| —  | DAV  | [[Fitxer:Flag of Argentina.svg\|23x15px\|border \|alt=Argentina\|link=Selecció de futbol de l'Argentina\|{{#if:\|]] | Ludmila Manicler   |
| —  | DAV  | [[Fitxer:Flag of Argentina.svg\|23x15px\|border \|alt=Argentina\|link=Selecció de futbol de l'Argentina\|{{#if:\|]] | Florencia Quiñones |

FC Barcelona Femení B
| N. | Pos. | Nac. | Jugador       |
| -- | ---- | --- | ------------- |
| —  | DEF  | [[Fitxer:Flag placeholder.svg\|23x15px\| \|alt=\|link=Selecció de futbol\|{{#if:\|]]                              | Villalba      |
| —  | MIG  | [[Fitxer:Flag of Catalonia.svg\|23x15px\|border \|alt=Catalunya\|link=Selecció de futbol de Catalunya\|{{#if:\|]] | Carola García |

#### Altes
Miriam Diéguez de Oña, Leila Ouahabi, Florencia Quiñones, Kenti Robles, Alba Aznar, Sonia Bermúdez i Ludmila Manicler.

#### Baixes
Rocío López, Esther Romero, Noemí Rubio, Mari Paz Vilas, Marta Liria, Elba Unzué i Sandra Jiménez "Avión".

### Cos tècnic
- Entrenador:  Xavi Llorens

## Partits
Victòria       Empat       Derrota

### Copa Catalunya
| 27 d'agost de 2011 | FC Barcelona (femení)                       | 2-1 | Unió Esportiva L'Estartit (femení) | Sant Joan Despí, Catalunya       |  |
| Semifinals         | 1-0 Montse Tomé 69'; 2-0 Sonia Bermúdez 73' |     | 2-1 Maribel                        | Municipal Les Planes Catalunya · |  |

| 28 d'agost de 2011 | FC Barcelona (femení) | 1-0 | Reial Club Deportiu Espanyol de Barcelona | Sant Adrià de Besòs, Catalunya           |  |
| Final              | 1-0 Alba 74' (pp.)    |     |                                           | Ciutat Esportiva Dani Jarque Catalunya · |  |

### Lliga
| 4 de setembre de 2011 | FC Barcelona (femení)                                          | 3-1 | UD Collerense | Sant Joan Despí, Catalunya                                       |  |
| Jornada 1             | 1-0 Vicky Losada 22', 2-1 Olga García 57', 3-1 Vicky Losada 70 |     | 1-1 Tania 30' | Ciutat Esportiva Joan Gamper Catalunya · Jorge Pertegal Méndez · |  |

| 11 de setembre de 2011 | Club Esportiu Sant Gabriel | 0-1 | FC Barcelona (femení) | Sant Adrià de Besòs, Catalunya                               |  |
| Jornada 2              |                            |     | 0-1 Olga García 18'   | José Luis Ruiz Casado Catalunya · Juan Manuel Martín Varas · |  |

| 25 de setembre de 2011 | FC Barcelona (femení)                                         | 3-2 | Rayo Vallecano (femení)              | Sant Joan Despí, Catalunya                                            |  |
| Jornada 3              | 1-0 Soni 7', 2-0 Marta Corredera 37', 3-0 Marta Corredera 42' |     | 3-1 Pili 75', 3-2 Natalia Pablos 87' | Ciutat Esportiva Joan Gamper Catalunya · Víctor Manuel Sánchez Rico · |  |

| 2 d'octubre de 2011 | Llevant Unió Esportiva (femení) | 0-2 | FC Barcelona (femení)        | València, Comunitat Valenciana                                            |  |
| Jornada 4           |                                 |     | 0-1 Soni 15', 0-2 Montse 56' | Poliesportiu de Nazaret Comunitat Valenciana · Miguel Ángel Ruiz García · |  |

| 9 d'octubre de 2011 | FC Barcelona (femení)                                                                                         | 7-0 | Sociedad Deportiva Lagunak (femení) | Sant Joan Despí, Catalunya                                   |  |
| Jornada 5           | 1-0 Soni 15' (p.), 2-0 Ani 17', 3-0 Unzué 36', 4-0 Soni 58', 5-0 Olga García 62', 6-0 Soni 83', 7-0 Carol 89' |     |                                     | Ciutat Esportiva Joan Gamper Catalunya · Gallardo Martínez · |  |

| 12 d'octubre de 2011 | Federación Viguesa de Peñas Recreativas El Olivo | 1-4 | FC Barcelona (femení)                                           | Vigo, Galícia                       |  |
| Jornada 6            | 1-2 Buceta 38'                                   |     | 0-1 Míriam 12', 0-2 Soni 15', 1-3 Olga García 70', 1-4 Soni 73' | Pahíño Galícia · Comesana Bastero · |  |

| 16 d'octubre de 2011 | Atlético de Madrid (femení) | 0-1 | FC Barcelona (femení) | Majadahonda, Comunitat de Madrid                         |  |
| Jornada 7            |                             |     | 0-1 Soni 43'          | Cerro del Espino Comunitat de Madrid · Jerónimo Montes · |  |

| 30 d'octubre de 2011 | FC Barcelona (femení) | 8-0 | Málaga Club de Fútbol (femení) | Sant Joan Despí, Catalunya                                 |  |
| Jornada 8            | 1-0 Marta Corredera 15', 2-0 Soni 20', 3-0 Míriam 27', 4-0 Olga García 33', 5-0 Olga García 39', 6-0 Soni 54', 7-0 Carol 74', 8-0 Olga García 87' |     |                                | Ciutat Esportiva Joan Gamper Catalunya · Gustavo Rebollo · |  |

| 6 de novembre de 2011 | Zaragoza Club de Fútbol Femenino | 0-4 | FC Barcelona (femení)                                         | Saragossa, Aragó                                            |  |
| Jornada 9             |                                  |     | 0-1 Soni 12', 0-2 Soni 27', 0-3 Soni 31' (p.), 0-4 Míriam 79' | Campo Municipal de Futbol Delicias Aragó · Ferrer Collado · |  |

| 13 de novembre de 2011 | FC Barcelona (femení)       | 2-0 | Sociedad Polideportiva Comarca Los Llanos de Olivenza | Sant Joan Despí, Catalunya                                     |  |
| Jornada 10             | 1-0 Carol 18', 2-0 Soni 50' |     |                                                       | Ciutat Esportiva Joan Gamper Catalunya · Rubén Ávalos Martos · |  |

| 27 de novembre de 2011 | Unió Esportiva L'Estartit (femení) | 0-3 | FC Barcelona (femení)                                 | L'Estartit, Torroella de Montgrí, Catalunya    |  |
| Jornada 11             |                                    |     | 0-1 Guti 14', 0-2 Olga García 48', 0-3 Reche 72' (pp) | Camp Municipal Catalunya · Ana Zardaín López · |  |

| 4 de desembre de 2011 | FC Barcelona (femení) | 8-0 | València Fèmines Club de Futbol | Sant Joan Despí, Catalunya                                |  |
| Jornada 12            | 1-0 Soni 35', 2-0 Soni 44', 3-0 Marta Corredera 55', 4-0 Olga García 58', 5-0 Soni 62', 6-0 Soni 66', 7-0 Vicky Losada 71', 8-0 Alba 74' |     |                                 | Ciutat Esportiva Joan Gamper Catalunya · Santiago López · |  |

| 8 de desembre de 2011 | Reial Societat (femení) | 0-4 | FC Barcelona (femení)                                                        | Zubieta, País Basc                                      |  |
| Jornada 13            |                         |     | 0-1 Vicky Losada 39', 0-2 Olga García 49', 0-3 Olga García 69', 0-4 Alba 87' | Instal·lacions de Zubieta País Basc · Fuentes Vicente · |  |

| 11 de desembre de 2011 | FC Barcelona (femení) | 1-0 | Athletic Club de Bilbao (femení) | Sant Joan Despí, Catalunya                                  |  |
| Jornada 14             | 1-0 Olga García 21'   |     |                                  | Ciutat Esportiva Joan Gamper Catalunya · Sánchez Aparicio · |  |

| 17 de desembre de 2011 | RCD Espanyol (femení)                           | 3-3 | FC Barcelona (femení)                                    | Sant Adrià del Besòs, Catalunya                              |  |
| Jornada 15             | 1-1 Willy 25', 2-1 Mari Paz 33', 3-3 Brenda 91' |     | 0-1 Olga García 19', 2-2 Meseguer 63' (pp), 2-3 Luli 66' | Ciutat Esportiva de Sant Adrià Catalunya · Navarro Jiménez · |  |

| 8 de gener de 2012 | FC Barcelona (femení)                                                                  | 6-0 | Sociedad Deportiva Reocín (femení) | Sant Joan Despí, Catalunya                                     |  |
| Jornada 16         | 1-0 Soni 11', 2-0 Soni 16', 3-0 Soni 26', 4-0 Míriam 41', 5-0 Míriam 78', 6-0 Luli 83' |     |                                    | Ciutat Esportiva Joan Gamper Catalunya · Alfonso Oliva Bueno · |  |

| 15 de gener de 2012 | Sporting Club de Huelva | 0-3 | FC Barcelona (femení)                           | Huelva, Andalusia                       |  |
| Jornada 17          |                         |     | 0-1 Olga García 26', 0-2 Soni 51', 0-3 Soni 56' | La Orden Andalusia · Rodríguez Varela · |  |

| 22 de gener de 2012 | UD Collerense   | 1-4 | FC Barcelona (femení)                                                           | Palma, Illes Balears                                                                |  |
| Jornada 18          | 1-2 Mascaró 24' |     | 0-1 Vicky Losada 7', 0-2 Olga García 11', 1-3 Marta Corredera 73', 1-4 Soni 86' | Camp Municipal Coll d'en Rebassa Ca'n Caimari Illes Balears · Alberto Lara Ortega · |  |

| 29 de gener de 2012 | FC Barcelona (femení)                               | 3-0 | Club Esportiu Sant Gabriel | Sant Joan Despí, Catalunya                                       |  |
| Jornada 19          | 1-0 Soni 65', 2-0 Alba Mena 75' (pp), 3-0 Carol 89' |     |                            | Ciutat Esportiva Joan Gamper Catalunya · Abraham Martínez Sáez · |  |

| 5 de febrer de 2012 | Rayo Vallecano (femení)                    | 3-2 | FC Barcelona (femení)             | Madrid, Comunitat de Madrid                                                                    |  |
| Jornada 20          | 1-1 Jade 12', 2-2 Chini 30', 3-2 Jenni 59' |     | 0-1 Vicky Losada 2', 1-2 Soni 26' | Ciudad Deportiva Fundación Rayo Vallecano Comunitat de Madrid · Carlos Dionisio Ortiz Blanco · |  |

| 19 de febrer de 2012 | FC Barcelona (femení)                                    | 3-2 | Llevant Unió Esportiva (femení) | Sant Joan Despí, Catalunya                                 |  |
| Jornada 21           | 1-2 Vicky Losada 59', 2-2 Carol 67', 3-2 Olga García 83' |     | 0-1 Alexia 23', 0-2 Andrea 46'  | Ciutat Esportiva Joan Gamper Catalunya · Congost Larrosa · |  |

| 26 de febrer de 2012 | Sociedad Deportiva Lagunak (femení) | 0-2 | FC Barcelona (femení)                      | Barañáin, Navarra                                      |  |
| Jornada 22           |                                     |     | 0-1 Vicky Losada 30', 0-2 Vicky Losada 80' | Servicio Municipal Lagunak Navarra · Prieto Iglesias · |  |

| 4 de març de 2012 | FC Barcelona (femení)                                                                               | 6-2 | Federación Viguesa de Peñas Recreativas El Olivo | Sant Joan Despí, Catalunya                                          |  |
| Jornada 23        | 1-0 Soni 17', 2-0 Vicky Losada 27', 3-1 Carol 75', 4-1 Soni 76', 5-1 Vicky Losada 80', 6-1 Soni 87' |     | 2-1 Lombi 46', 6-2 Lu 91'                        | Ciutat Esportiva Joan Gamper Catalunya · Juan Manuel Martín Varas · |  |

| 11 de març de 2012 | FC Barcelona (femení)                                                     | 4-0 | Atlético de Madrid (femení) | Sant Joan Despí, Catalunya                                      |  |
| Jornada 24         | 1-0 Marta Corredera 20', 2-0 Meli 23', 3-0 Soni 37', 4-0 Vicky Losada 45' |     |                             | Ciutat Esportiva Joan Gamper Catalunya · Albert Ávalos Martos · |  |

| 18 de març de 2012 | Málaga Club de Fútbol (femení) | 0-3 | FC Barcelona (femení)                                    | Màlaga, Andalusia                                      |  |
| Jornada 25         |                                |     | 0-1 Carol 67', 0-2 Olga García 69', 0-3 Vicky Losada 74' | Camp Municipal José Gallardo Andalusia · Gómez Arias · |  |

| 25 de març de 2012 | FC Barcelona (femení)                                                         | 5-1 | Zaragoza Club de Fútbol Femenino | Sant Joan Despí, Catalunya                             |  |
| Jornada 26         | 1-0 Míriam 4', 2-0 Míriam 34', 3-0 Soni 47', 4-1 Ani 71', 5-1 Olga García 78' |     | 3-1 Mariela 64'                  | Ciutat Esportiva Joan Gamper Catalunya · Pérez Bueno · |  |

| 8 d'abril de 2012 | Sociedad Polideportiva Comarca Los Llanos de Olivenza | 0-4 | FC Barcelona (femení)                                         | Olivença, Extremadura                                   |  |
| Jornada 27        |                                                       |     | 0-1 Ani 30', 0-2 Soni 37', 0-3 Carol 50', 0-4 Olga García 69' | Ciudad Deportiva Extremadura · Manuel Olivera Vázquez · |  |

| 15 d'abril de 2012 | FC Barcelona (femení) | 1-0 | Unió Esportiva L'Estartit (femení) | Sant Joan Despí, Catalunya                               |  |
| Jornada 28         | 1-0 Míriam 52'        |     |                                    | Ciutat Esportiva Joan Gamper Catalunya · Llopart Carbó · |  |

| 22 d'abril de 2012 | València Fèmines Club de Futbol | 0-2 | FC Barcelona (femení)        | València, Comunitat Valenciana                 |  |
| Jornada 29         |                                 |     | 0-1 Míriam 24', 0-2 Soni 42' | Beniferri Comunitat Valenciana · Mena Gimeno · |  |

| 29 d'abril de 2012 | FC Barcelona (femení)              | 2-0 | Reial Societat (femení) | Sant Joan Despí, Catalunya                                         |  |
| Jornada 30         | 1-0 Soni 21', 2-0 Vicky Losada 84' |     |                         | Ciutat Esportiva Joan Gamper Catalunya · Juan Rodríguez Pontoles · |  |

| 4 de maig de 2012 | Athletic Club de Bilbao (femení)                      | 3-1 | FC Barcelona (femení) | Bilbao, País Basc                                             |  |
| Jornada 31        | 1-0 Gurutze 1' (p.), 2-1 Nekane 36', 3-1 Ani 92' (pp) |     | 1-1 Míriam 27'        | Instal·lacions de Lezama País Basc · Ortega Espejo-Saavedra · |  |

| 11 de maig de 2012 | FC Barcelona (femení)                                                                                         | 6-0 | Reial Club Deportiu Espanyol de Barcelona | Sant Joan Despí, Catalunya                                     |  |
| Jornada 32         | 1-0 Soni 1', 2-0 Soni 28' (p.), 3-0 Soni 32', 4-0 Carol 39', 5-0 Marta Corredera 54', 6-0 Marta Corredera 73' |     |                                           | Ciutat Esportiva Joan Gamper Catalunya · David Medié Jiménez · |  |

| 20 de maig de 2012 | Sociedad Deportiva Reocín (femení) | 0-7 | FC Barcelona (femení) | Reocín, Cantàbria                         |  |
| Jornada 33         |                                    |     | 0-1 Vicky Losada 9', 0-2 Luli 32', 0-3 Olga García 53', 0-4 Olga García 62', 0-5 Olga García 75', 0-6 Soni 78', 0-7 Leila 86' | Pepín Cadelo Cantàbria · Cumplido Pardo · |  |

| 27 de maig de 2012 | FC Barcelona (femení)   | 1-0 | Sporting Huelva | Sant Joan Despí, Catalunya                                     |  |
| Jornada 34         | 1-0 Marta Corredera 46' |     |                 | Ciutat Esportiva Joan Gamper Catalunya · Raúl Calle Martínez · |  |

### Copa de la Reina
| 8 de juny de 2012 | FC Barcelona (femení) | 0-2   | Athletic Club de Bilbao (femení)  | Las Rozas de Madrid                                             |  |
| Semifinals        |                       | [ 3 ] | 0-1 Gurutze 37', 0-2 Flaviano 72' | La Ciudad del Fútbol Comunitat de Madrid · Beatriz Gil Gozalo · |  |

### Torneig de Getxo
| 2 de juny de 2012 | FC Barcelona (femení) | 3-0 | Oviedo Moderno | Getxo, País Basc            |  |
| Jornada 2 Grup B  |                       |     |                | Estadi de Bolue País Basc · |  |

| 2 de juny de 2012 | Bizkerre CF | 0-5 | FC Barcelona (femení) | Getxo, País Basc            |  |
| Jornada 3 Grup B  |             |     |                       | Estadi de Bolue País Basc · |  |

| 3 de juny de 2012 | FC Barcelona (femení) | 4-0 | Llevant Unió Esportiva (femení) | Getxo, País Basc                |  |
| Final             |                       |     |                                 | Municipal de Fadura País Basc · |  |